# Tidningen RES
Res : tidningen Res (ISSN 1400-8971) är Sveriges första resemagasin och startades år 1981 av Eva och Magnus Rosenqvist.[källa behövs]
Tidningen utkommer med sex nummer per år och porträtterar allt från välkända platser till mer okända resmål. Chefredaktör  i elva år var Johan Lindskog. Han slutade 2012 eftersom han startade upp byrån Egg.